# Bendik Singers
I Bendik Singers erano un gruppo musicale norvegese attivo dal 1971 al 1975 e formato da Anne-Karine Strøm, Ellen Nikolaysen (successivamente sostituita da Anne Lise Gjøstøl), Bjørn Kruse e Philip Kruse.
Hanno rappresentato la Norvegia all'Eurovision Song Contest 1973 con il brano It's Just a Game.

## Carriera
Il gruppo è nato da un'idea di Arne Bendiksen di creare un progetto musicale per partecipare all'Eurovision Song Contest. Il gruppo ha partecipato alla selezione eurovisiva norvegese del 1973, vincendo con la canzone Å, for et spill, e ha quindi cantato per il paese all'Eurovision Song Contest 1973 a Lussemburgo con la versione in lingua inglese del pezzo, It's Just a Game, piazzandosi al 7º posto su 17 partecipanti con 89 punti totalizzati.
Alla fine dell'estate del 1973 Anne Lise Gjøstøl è subentrata ad Ellen Nikolaysen. L'anno successivo Anne-Karine Strøm ha partecipato al Melodi Grand Prix come solista, vincendo la competizione insieme agli altri tre componenti dei Bendik Singers come coristi. Dopo lo scioglimento del gruppo nel 1975, Nikolaysen e Strøm hanno vinto il Melodi Grand Prix rispettivamente nel 1975 e nel 1976, mentre Philip Kruse è stato paroliere delle canzoni vincitrici del 1974, 1976 e 1979.

## Discografia

### Album
- 1974 – Bendik Singers

### Singoli
- 1972 – Om hele verden sang i kor/Bli en stund
- 1973 – Å, for et spill
- 1973 – Ring, ring/Jeg undrer når solen går ned (con Jorun Høiland)
- 1973 – Sayonara (con Finn Eriksen)
- 1973 – Kom/Regn regn
- 1973 – It's Just a Game/Memories of You
- 1974 – Law of the Wild
- 1974 – Afrotid
- 1976 – Djambo djambo (con Wenche Hallan)
- 1976 – Du får det beste